# 지시봉

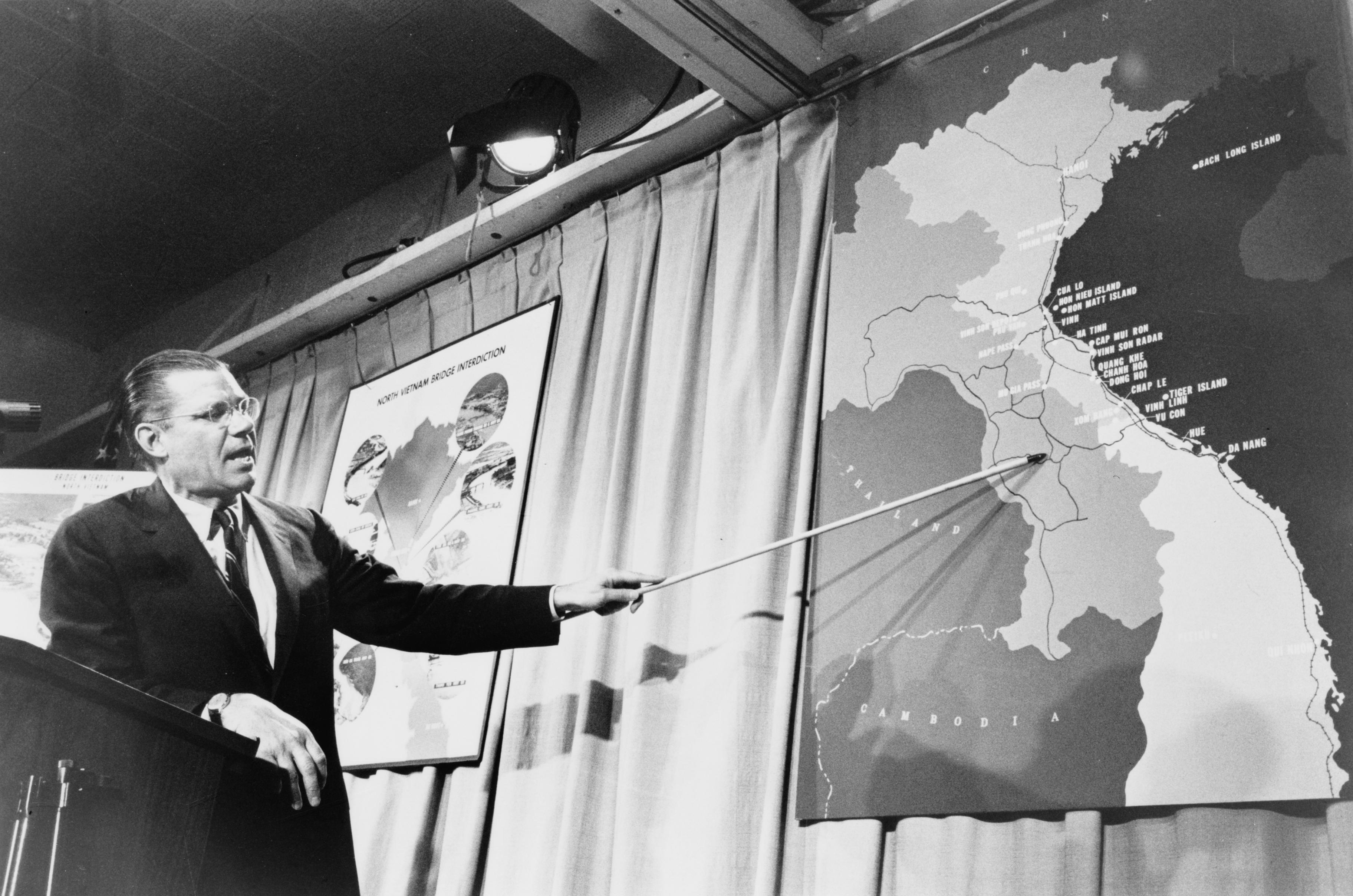
1965년 베트남 지도를 가리키는 로버트 맥나마라

지시봉(指示棒)은 어떤 한 곳을 가리키는 데 사용되는 막대기이다. 교사 · 강사 등이 학생 · 청중을 앞에 두고, 도표 · 칠판 같은 것의 한 점을 지적하고, 보는 사람에 주의를 촉구하기 위해 사용하는 경우가 많다.
일부는 텔레스코프 형태로 되어 있어서 펜과 같이 포켓에 넣고 다닐 수 있게 되어있다.